# Хинчинбрук (острво)
Хинчинбрук (енгл. Hinchinbrook Island) је острво САД које припада савезној држави Аљасци. Површина острва износи 445 ². Према попису из 2000. на острву је живело 5 становника.